# Liễu Quán
Liễu Quán (chữ Hán: 了觀; 1667 – 1742) là một cao tăng Việt Nam, thuộc đời pháp thứ 35, tông Lâm Tế. Sư là người khai lập ra Thiền phái Liễu Quán, một nhánh Thiền mang đậm phong cách của Văn hóa Phật giáo Việt Nam còn truyền lại đến ngày nay.

## Thân thế và đạo nghiệp
Căn cứ theo văn bia do nhà sư Thiện Kế  soạn năm 1748, thì Thiền sư Liễu Quán sinh vào giờ Thìn, ngày 18 tháng 11 năm Đinh Mùi (1667) tại làng Bạch Mã, huyện Đồng Xuân, tỉnh Phú Yên. Sư nguyên họ Lê nhưng không rõ tên thật. Thiệt Diệu (實耀) chỉ là pháp danh, Liễu Quán (了觀) là tên tự.

### Quá trình tu học
Lúc 6 tuổi, Sư mồ côi mẹ. 12 tuổi (1678), Sư được cha đưa đi chùa Hội Tôn ở Phú Yên lễ Phật. Gặp Thiền sư Tế Viên (người Trung Quốc), Sư tỏ ra quý mến và xin ở lại chùa để học đạo. Được bảy năm thì thầy viên tịch (1685), Sư ra kinh thành Thuận Hóa (Huế) xin học với Thiền sư Giác Phong (người Trung Quốc) ở chùa Hàm Long (sau đổi là chùa Báo Quốc; nay thuộc địa phận phường Phường Đúc, thành phố Huế).
Ở đấy được một năm, năm Tân Mùi (1691), Sư phải trở về phụng dưỡng cha già, lấy nghề kiếm củi độ nhật và thuốc thang cho cha. Bốn năm sau cha mất (Ất Hợi, 1695), Sư lại trở ra Thuận Hóa thọ giới sa-di (sa. śrāmaṇera) với Thiền sư Thạch Liêm (người Trung Quốc) ở chùa Thiền Lâm (nay thuộc xã Thủy Xuân, thành phố Huế). Năm Đinh Sửu (1697), Sư lại thọ giới cụ túc (sa. upasampadā) với Thiền sư Từ Lâm (người Trung Quốc) ở chùa Từ Lâm (nay thuộc xã Thủy Xuân, thành phố Huế).
Từ năm Kỷ Mão (1699), Sư đi đến nhiều chùa ở xứ Đàng Trong để xin tham vấn, trải bao khó nhọc. Đến năm Nhâm Ngọ (1702), nghe tiếng Thiền sư Minh Hoằng Tử Dung (gọi tắt là Tử Dung) là người truyền bá pháp Thiền thoại đầu của Tông Lâm Tế, Sư đến chùa Ấn Tôn (sau đổi là Từ Đàm; nay thuộc phường Trường An, thành phố Huế) ở kinh thành Thuận Hóa xin gặp Thiền sư để cầu pháp. Thiền sư Tử Dung dạy Sư tham cứu công án bằng câu:
Vạn pháp qui nhất, nhất qui hà xứ?
(Muôn pháp về một, một về chỗ nào?)
Song đến bảy, tám năm tham cứu mà chưa lãnh hội, trong lòng Sư tự lấy làm hổ thẹn . Một hôm, nhân đọc sách Truyền Đăng Lục đến câu: Chỉ vật truyền tâm, nhân bất hội xứ (Chỉ vật truyền tâm, người không hiểu rõ được), thoạt nhiên Sư tỏ ngộ được yếu chỉ của Thiền. Nhưng vì núi sông cách trở, Sư không thể đến Thiền sư Tử Dung để trình sở ngộ được.
Mãi đến mùa xuân năm Mậu Tý (1708), 42 tuổi, Sư lại trở ra chùa Ấn Tôn cầu Thiền sư Tử Dung ấn chứng. Sư đem hiểu biết của mình trình bày ra, đoạn nói đến câu "Chỉ vật truyền tâm, nhân bất hội xứ", thì nghe Thiền sư đọc:
Huyền nhai tán thủ, 
tự khẳng thừa đương,
Tuyệt hậu tái tô, 
khi quân bất đắc
(Hố thẳm buông tay,
Một mình cam chịu
Chết rồi sống lại,
Ai dám chê mình ?)
Rồi hỏi: Vậy là thế nào, nói nghe?
Sư Liễu Quán không đáp, chỉ vỗ tay cười ha hả.
Thiền sư Tử Dung bảo: Chưa phải.
Sư nói: Bình thùy nguyên thị thiết (Trái cân vốn là sắt).
Thiền sư lại bảo: Cũng chưa phải.
Sáng hôm sau, Thiền sư thấy Sư đi ngang, liền gọi lại bảo: Chuyện hôm qua chưa xong, nói lại xem!
Sư thưa:
Tảo tri đăng thị hỏa,
Thực thục dĩ đa thì!
(Sớm biết đèn là lửa,
Cơm chín đã lâu rồi!)
Bấy giờ, Thiền sư mới cả khen.
Sau đó, Sư vào rừng thông ở núi Thiên Thai lập am tranh (sau này là chùa Thiền Tôn hay Thuyền Tôn; hiện ở thôn Ngũ Tây, xã Thủy An, Huế) để tiếp tục tu tập .
Mùa hạ năm Nhâm Thìn (1712), Thiền sư Tử Dung vào Quảng Nam dự lễ "Toàn viện" (theo văn bia). Nhân đó, Sư đem trình bài kệ "Dục Phật" (Tắm Phật).
Thiền sư hỏi:
Tổ Tổ truyền nhau, Phật Phật truyền nhau; chẳng hay truyền trao nhau cái gì?
Sư đáp:
Thạch duẩn trừu điều trường nhất trượng,
Quy mao phủ phất trọng tam cân.
(Búp măng trên đá dài một trượng,
Cây chổi lông rùa nặng ba cân)
Thiền sư đọc: 
Cao cao sơn thượng hành thuyền
Thâm thâm hải để tẩu mã. 
(Chèo thuyền trên núi cao,
Phi ngựa dưới đáy bể)
Rồi hỏi: Là sao?
Sư đáp:
Chiết giác nê ngưu triệt dạ hống
Một huyền cầm tử tận nhật đàn.
(Trâu đất gãy sừng rống suốt đêm.
Đàn tranh đứt dây gẩy trọn ngày)
Thấy Sư Liễu quán biện luận lanh lẹ, lâm cơ ứng biến rất phù hợp, nên Thiền sư Tử Dung tỏ ý vui mừng và ấn chứng. Sư nối pháp tông Lâm Tế đời thứ 35 theo truyền thừa: Mật Vân Viên Ngộ -> Mộc Trần Đạo Mân -> Tuyết Hữu Chân Phác -> Đại Xa Như Trường -> Minh Hoằng Tử Dung -> Thiệt Diệu Liễu Quán.

### Thuyết pháp độ sinh
Kể từ đó (1708), Sư Liễu Quán vân du thuyết pháp độ sinh từ Phú Yên đến Phú Xuân, không nề khó nhọc .
Mùa xuân năm Nhâm Dần (1722), Sư về trụ ở chùa Thiền Tôn ở núi Thiên Thai (Huế). Trong các năm Quý Sửu (1733), Giáp Dần (1734) và Ất Mão (1735); Sư nhận lời thỉnh của chư Tăng cùng các tể quan và cư sĩ ở Thuận Hóa, dự bốn lễ đại giới đàn. Đến năm Canh Thân (1740), Sư Liễu Quán lại được mời làm chủ tọa giới đàn Long Hoa Phòng Giới. Lễ xong, Sư trở về chùa Thiền Tôn.
Thời ấy, chúa Nguyễn Phúc Chú (hay Trú) rất sùng kính đạo hạnh của Sư, nên nhiều lần triệu thỉnh vào phủ, nhưng Sư một mực từ chối vì "giữ chí lâm tuyền" (văn bia).
Mùa xuân năm Nhâm Tuất (1742), khi ấy Sư đã ngoài 70 tuổi, nhưng vẫn đến làm chủ lễ giới đàn ở chùa Viên Thông (nay thuộc xã Thủy An, thành phố Huế). Đệ tử đến thụ giới kể cả xuất gia và tại gia có tới gần bốn ngàn người .

### Viên tịch
Cũng theo văn bia, thì cuối mùa thu năm ấy (1742), Thiền sư Liễu Quán đang an trú tại chùa Viên Thông thì có chút bệnh. Sư gọi đệ tử đến bảo: Nhân duyên cuộc đời đã hết. Ta sắp về quê thôi!. Mọi người khóc. Sư bảo: Các người buồn khóc điều chi vậy? Chư Phật xuất thế còn nhập Niết bàn; ta nay đi đã rõ ràng, về đã có nơi. Các người không nên buồn khóc.
Đến tháng 11 âm lịch (1742), vài ngày trước khi tịch, Sư ngồi ngay ngắn tự cầm bút viết bài Kệ từ biệt như sau:
Thất thập dư niên thế giới trung
Không không sắc sắc diệc dung thông
Kim triêu nguyện mãn hoàn gia lý
Hà tất bôn man vấn tổ tông.
(Tuổi đời đã quá bảy mươi niên,
Không không sắc sắc chẳng ưu phiền.
Hôm nay mãn nguyện về quê cũ,
Hà tất lăng xăng hỏi Tổ Tông)
Viết xong bài kệ, Sư nói: Lời sau cùng của lão tăng nói gì đây? Vòi vòi nguy nga, xán lạn rực rỡ, xưa đến nay đi. Muốn hỏi việc đi đến thế nào, kìa trời xanh biếc lặng trong, trăng thu vằng vặc, đại thiên thế giới nhiều như cát đều hiển lộ toàn thân. Sau khi ta đi, các ngươi phải nhớ: Vô thường mau chóng, phải siêng năng tu học Bát-nhã. Chớ quên lời ta, hãy tinh tấn.
Ngày 22, sau lễ trà sớm, Sư hỏi: Bây giờ là giờ gì? Đệ tử đáp: Giờ Mùi. Sư an nhiên ra đi. Việc tâu lên, chúa Nguyễn Phúc Khoát sắc lập bia và ban thụy hiệu là "Chính Giác - Viên Ngộ Hòa Thượng".
Theo văn bia vừa kể thì Thiền sư Liễu Quán viên tịch ngày 22 tháng 11 năm Nhâm Tuất (1742), trụ thế 75 năm .

## Kệ truyền pháp
Tổ sư Liễu Quán để lại bài kệ truyền pháp sau đây: 
| Thiệt Tế Đại Đạo Tánh Hải Thanh Trừng Tâm Nguyên Quảng Nhuận, Đức Bổn Từ Phong Giới Định Phước Tuệ Thể Dụng Viên Thông Vĩnh Siêu Trí Quả Mật Khế Thành Công Truyền Trì Diệu Lý Diễn Xướng Chánh Tông Hạnh Giải Tương Ưng Đạt Ngộ Chơn Không. | Dịch: Đường lớn thực tại Biển thể tính trong Nguồn tâm thấm khắp Gốc đức vun trồng Giới định cùng tuệ Thể dụng viên thông Quả trí siêu việt Hiểu thấu nên công Thuyền giữ lý mầu Tuyên dương chính tông Hành giải song song Đạt ngộ chân không . |

## Ghi nhận công lao
Tổ sư Liễu Quán thuyết pháp độ sinh 34 năm (1708-1742), độ xuất gia và tại gia kể đến hàng ngàn. Ghi nhận đóng góp của Sư cho Phật giáo Việt Nam, Thiền sư Thích Nhất Hạnh viết:
Nếu ở Đàng Ngoài, Thiền sư Chân Nguyên được xem là nhân vật then chốt để phục hưng Phật giáo Đàng Ngoài, thì ở Đàng Trong Thiền sư Liễu Quán cũng được xem là vị thiền sư lãnh đạo công cuộc phục hưng Phật giáo Đàng Trong...
...Thiền sư Liễu Quán đã làm cho thiền phái Lâm Tế trở thành một thiền phái linh động, có gốc rễ ở Đàng Trong. Trước ông, Phật giáo ở Đàng Trong mang nặng màu sắc Quảng Đông. Ông đã Việt hóa thiền phái Lâm Tế, và làm cho thiền phái này trở thành thiền phái của đa số Phật tử Đàng Trong. Kiến trúc lễ nhạc bắt đầu trút bỏ màu sắc Trung Quốc và từ từ mang lấy màu sắc dân tộc. Những bài tán lễ như "Cực lạc Từ Hàng" chẳng hạn, đã hoàn toàn mang màu sắc Việt. Bốn vị đệ tử lớn của ông là Tổ Huấn, Trạm Quan, Tế Nhân và Từ Chiếu dã tạo lập bốn trung tâm hoằng đạo lớn, và hàng chục tổ đình được tạo dựng khắp Đàng Trong trong thế kỷ 18 đã thuộc về môn phái Liễu Quán. Phong trào Phật giáo phục hưng ở thế kỷ 20 đã dựa trên cơ sở của môn phái mang tên ông....
Ở thành phố Huế, hiện có con đường mang tên Sư Liễu Quán.

## Bảo tháp Sư Liễu Quán
Bảo tháp của Tổ sư Liễu Quán được lập ở chân núi Thiên Thai, thuộc vùng rừng thông của làng An Cựu xưa. Đây là một ngôi tháp đẹp, cổ kính và uy nghiêm. Lễ nhập di cốt của Sư vào tháp được tổ chức vào ngày 19 tháng 2 năm Quý Hợi (1743). Cách phía sau tháp độ 800 mét là chùa Thiền Tôn (hay Thuyền Tôn) do Sư sáng lập và là nơi Sư thường ở. Trong đó có quả đại hồng chung đúc năm Cảnh Hưng thứ 8 (1747) là di vật quý nhất .